# Karzan, le maître de la jungle
Pour plus de détails, voir Fiche technique et Distribution.
Karzan, le maître de la jungle (Karzan il favoloso uomo della jungla) est un film d'aventures italien réalisé par Demofilo Fidani et sorti en 1972.
Le film met en scène Karzan, un tarzanide.

## Synopsis
Une expédition, financée par Lord Carter et dirigée par le capitaine Fox, est chargée de trouver et de capturer un homme de la jungle nommé Karzan, qui vit en Afrique.

## Fiche technique
- Titre français : Karzan, le maître de la jungle[1]
- Titre original italien : Karzan il favoloso uomo della jungla[2]
- Réalisation : Demofilo Fidani (sous le nom de « Miles Deem »)
- Scénario : Demofilo Fidani, Mila Vitelli
- Photographie : Franco Villa (it)
- Montage : Piera Bruni
- Musique : Lallo Gori
- Société de production : Prodimex Film
- Pays de production :  Italie
- Langue originale : italien
- Format : couleurs par Eastmancolor - 2,35:1 - Son mono - 35 mm
- Genre : Film d'aventures
- Durée : 92 minutes
- Date de sortie :
  - Italie : 19 février 1972
  - France : 29 octobre 1975

## Distribution
- Armando Bottin (sous le nom de « Johnny Kissmuller Jr. ») : Karzan
- Simonetta Vitelli (sous le nom de « Simone Blondell ») : Shiran
- Ettore Manni : Capitaine Fox
- Gerardo Rossi (sous le nom de « Jerry Ross ») : Steve Wood
- Melù Valente : Monica Cromwell
- Roger Browne : Lord Carter
- Attilio Dottesio : M. Reed
- Attilio Severini (sous le nom de « Crazy Matthew ») : Crazy, le guide muet
- Edward Grant : Mocambo, le guide autochtone
- Carla Mancini : la grande prêtresse
- Krista Nell : la femme de Fox